# Walter Dick (Mediziner, 1943)
Walter Theodor Dick (* 15. November 1943 in Prag) ist ein Schweizer Orthopäde österreichisch-deutscher Herkunft.

## Leben
Geboren als Sohn des Chirurgen Walter Dick, besuchte Walter Theodor Dick die Schulen in Klagenfurt, Köln und Tübingen. 1962 erlangte er das Abitur am  Uhland-Gymnasium Tübingen. Er studierte Medizin an den Universitäten Tübingen, Genf und Wien. In Tübingen absolvierte er 1968 das Staatsexamen und die Promotion. In der darauf folgenden Weiterbildung legte er den Schwerpunkt zunächst auf allgemeine Chirurgie. Ab 1972 lernte er bei Martin Allgöwer am Kantonsspital Basel. 1974 wechselte er zum Orthopäden Erwin Morscher und erlangte 1977 den Abschluss als Facharzt für Orthopädie.
1978 zum Oberarzt an der Orthopädischen Universitätsklinik Basel befördert, übernahm Dick 1982 die Leitung der Kinderorthopädischen Abteilung. 1984 wurde er an der Universität Basel habilitiert. 1988 wurde Dick Leitender Arzt der Erwachsenenabteilung sowie stellvertretender Chefarzt. 1991 ernannte ihn die Universität Basel zum ausserordentlichen Professor. 1995 wurde er in Nachfolge von Erwin Morscher Chefarzt der Orthopädischen Universitätsklinik Basel sowie ordentlicher Professor für Orthopädie an der Universität Basel. 2008 wurde Dick pensioniert bzw. emeritiert.
Dick ist verheiratet und hat drei Kinder. Er wurde 1987 in Basel eingebürgert.

## Schriften
Walter Dick hat über 210 Publikationen getätigt, darunter:
- Innere Fixation von Brust- und Lendenwirbelfrakturen. Huber, Bern 1984; 2., vollständig überarbeitete und ergänzte Auflage 1987; englische Übersetzung 1989.
- Michael Blauth (Hrsg.): Operationen an der Wirbelsäule. Standardeingriffe und neue Verfahren bei traumatischen Läsionen, degenerativen Erkrankungen, Infektionen und Tumoren. Urban und Vogel, München 1996.